# Tabl
Tabl (arabisch طبل, DMG ṭabl, Plural ṭubūl) ist im Arabischen die allgemeine Bezeichnung für Membranophone unabhängig von ihrer Bauart. Die ein- und zweifelligen Trommeln haben ihren Ursprung im Alten Orient. In islamischer Zeit verbreiteten sich die Spielweisen der Militärkapellen, der religiösen volkstümlichen Musik und der klassischen arabischen Musik, in denen fast immer Trommeln eine besondere Rolle spielen. Vom Wort ṭabl abgeleitet sind unter anderem die im Maghreb verbreiteten unterschiedlichen Trommeln t'bol und die indische, paarweise gespielte Handpauke tabla. Membranophone im arabischen Raum lassen sich nach der Bauform in drei Hauptgruppen einteilen: zweifellige Röhrentrommeln, einfellige Kesseltrommeln und ein- oder seltener zweifellige Rahmentrommeln.

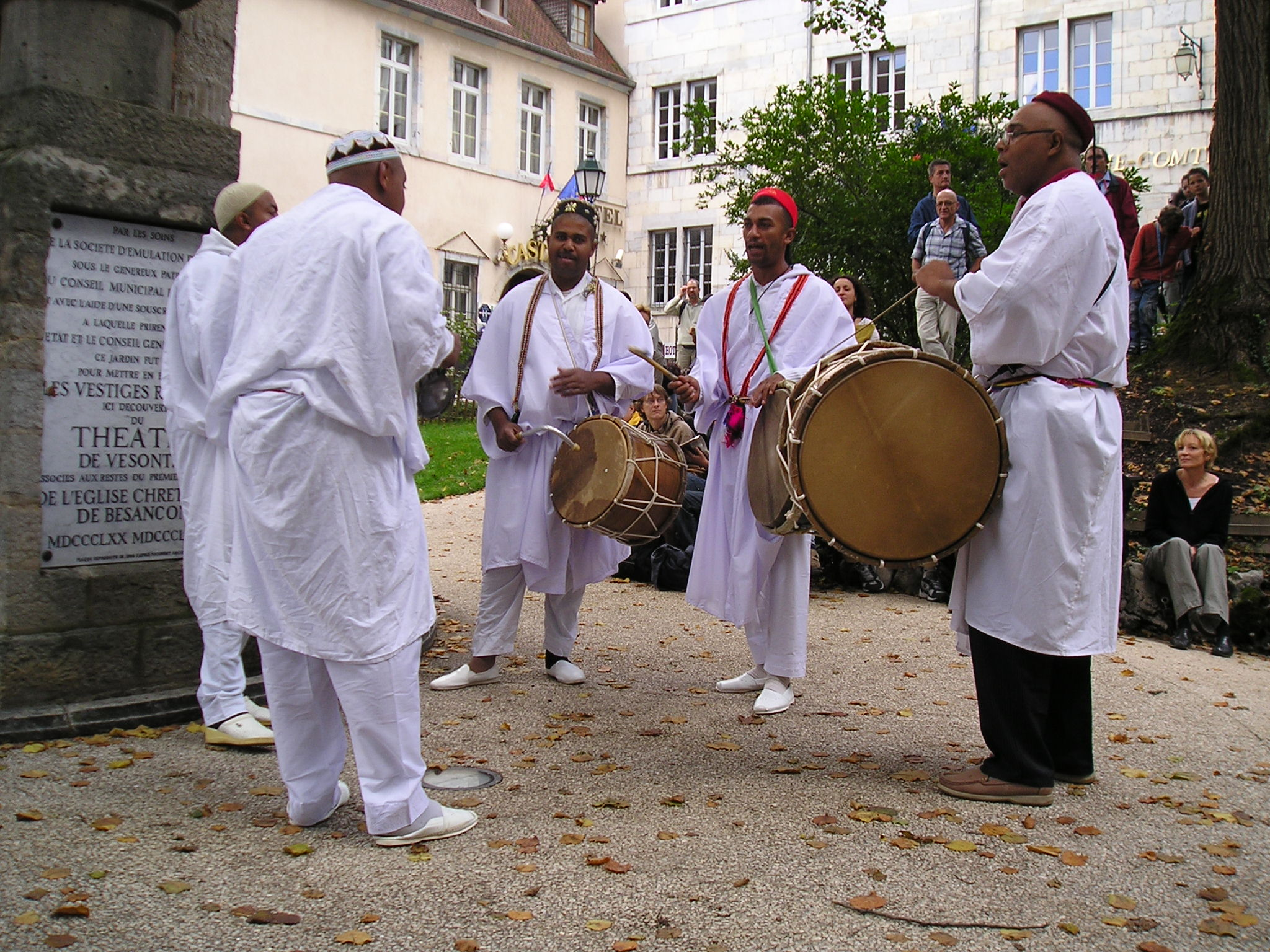
Zylindertrommeln kurzer Bauart: t'bol. Algerische Musiker 2006 in Frankreich

## Etymologie
Das arabische Wort ṭabl hängt mit dem aramäischen tablā und dem akkadischen tabālu zusammen. Neben diesem semitischen Ursprung in der Wortbedeutung „Trommel“, gibt es den Versuch, ṭabl von griechisch tabla und lateinisch tabula herzuleiten, was mit „Brett“ übersetzt wird. Mit der entsprechenden Bedeutung entstand daraus im Deutschen „Tablett“ und „Tafel“. Der Begriff ṭabl findet sich noch in den europäisch-mittelalterlichen Trommelnamen tabel, tabor und weiter in tambour, tamburin. Mit Artikel, also als aṭ-ṭabl, fand das arabische Wort in der Bedeutung „Kesseltrommel“ ebenfalls in einige europäische Sprachen: spanisch atabal, italienisch ataballa und altfranzösisch attabal. Bei den Tuareg hieß früher die Kriegstrommel der Männer auf Tamascheq ettebel oder ṭobol.
In der heutigen türkischen Sprache heißt die Rahmentrommel davul, entwickelt aus dem mittelalterlichen osmanischen ṭabıl, ṭabl. Die persische Trommelfamilie heißt entsprechend duhul. Einen gleich klingenden Namen trägt ferner die südindische Doppelfelltrommel dhavul, auch tavil. Eine weitere Verwandtschaft der tavil über den Namen hinaus zeigt sich in ihrem Zusammenspiel mit Blasinstrumenten, das demselben türkisch-zentralasiatischen Muster folgt.

## Geschichte

### Altes Ägypten
Der erste überlieferte Trommelspieler wird in einer Inschrift aus der altägyptischen 4. Dynastie während der Regierungszeit von Pharao Cheops (26. Jahrhundert v. Chr.) als Hausverwalter Merj erwähnt. In der bildhaften Darstellung sitzt er vor seiner Herrin Ifi, spielt eine tönerne Bechertrommel und singt vermutlich dazu. Das Instrument ist der Vorläufer der heute in der arabischen Volksmusik populären darbuka. Einige Jahrzehnte später, gegen Ende der 4. Dynastie, lebte der älteste bekannte Berufsmusiker Chufu-ʿauch. Er war ein hoch angesehener Flötenspieler und Leiter der höfischen Sänger. Im Orchester des Pharaos gab es für die verschiedenen Musikinstrumente und für jede Tätigkeit Spezialisten, auch für Händeklatschen und Fußstampfen. In der Ritualmusik am Tempel traten neben den Sängern Harfner, Lauten-Spieler, Trompeter, Trommler, Händeklatscher und Frauen mit Sistren auf. Sänger genossen grundsätzlich eine höhere Wertschätzung, dennoch gab es auch bedeutende Instrumentalisten, die bis heute durch Inschriften namentlich bekannt sind. Emhab, der in der 17. Dynastie (16. Jahrhundert v. Chr.) Spieler der großen Fasstrommel war, begleitete seinen Herren, einen wandernden Schauspieler. Obwohl Emhab eine niedrige Position innehatte, war er offensichtlich vermögend genug, um seinen Namen auf einer Stele verewigen lassen zu können.

### Mesopotamien
In Mesopotamien waren die ältesten Schlaginstrumente von Tänzerinnen gespielte Klappern. Sie wurden zusammen mit Harfen und Leiern in den Königsgräbern von Ur aus dem 3. Jahrtausend v. Chr. gefunden. Häufiger als Zweihandklappern sind auf Abbildungen Trommeln zu sehen. Ein in Tell Agrab gefundenes Tongefäß aus der Dschemdet-Nasr-Zeit (um 3000 v. Chr.) zeigt drei nackte Frauen, die mit der linken Hand einen als rundes Tamburin gedeuteten Gegenstand in die Höhe halten und mit einem Stab in ihrer Rechten daraufschlagen. Die Darstellung könnte als älteste Abbildung einer Trommel gelten, ist aber nicht eindeutig zu interpretieren. Dagegen sind ab dem Beginn der Ur-III-Zeit (um 2000 v. Chr.) auf zahlreichen Abbildungen Rahmentrommeln eindeutig erkennbar. Sie ersetzten wahrscheinlich die zuvor von den Tänzerinnen bei Kultveranstaltungen benutzten Klappern. Die einzelnen Fundorte und -lagen weisen darauf hin, dass die Tänzerinnen zum Kult einer Muttergöttin gehörten. Die dargestellten Rahmentrommeln sind kreisrund und werden von den Frauen mit beiden Händen vor der Brust gehalten, es ist daher gut möglich, dass es nicht Schlaginstrumente, sondern mit Körnern gefüllte Rasseln waren, die geschüttelt wurden.
Auf Stelen der sumerischen Herrscher Ur-Nammu und Gudea ist eine riesige, beinahe mannshohe Rahmentrommel zu sehen, deren beide Felle von jeweils einem seitlich stehenden Spieler mit den Händen geschlagen werden. Nach der Ur-III-Zeit verschwanden in Mesopotamien derart große Trommeln.
Die kleine Rahmentrommel wurde in der babylonischen Zeit in der ersten Hälfte des 2. Jahrtausends zum üblichen Schlaginstrument und breitete sich von Mesopotamien ans Mittelmeer und bis nach Ägypten aus. Aus der einstigen zweifelligen Rassel der Ur-III-Zeit ist das wichtigste Schlaginstrument geworden. In einer standardisierten Größe besteht das Tamburin aus einem Reifen mit einer kreisförmigen Wicklung von biegsamen Material. Über diesen spannt sich eine enthaarte und an der Luft getrocknete Tierhaut. Terrakottafiguren aus Babylon und Nippur zeigen die Rahmentrommel nicht mehr als eine mit beiden Händen gehaltene Rassel, sondern mit der linken Hand an die linke Schulter gehalten und ohne Stöckchen mit der rechten Hand geschlagen. Möglicherweise hat die Tänzerin bereits die heutige Spielweise praktiziert, indem sie mit den Fingern der linken Hand den Rand des Fells und mit der rechten Hand die Mitte angeschlagen hat. Dadurch lassen sich hell und dunkel klingende Töne bei unterschiedlicher Lautstärke erzeugen. Auf einer Figur aus der Zeit von Hammurapi (18. Jahrhundert v. Chr.) hält eine Spielerin ein Tamburin auf Kopfhöhe weit von sich. Die Tänzerin tritt zur Begleitung einer Leier in einem im Vergleich zu früher weniger streng geregelten kultischen Zusammenhang auf. Ähnliche Spieltechniken sind auch von Abbildungen der nördlich lebenden Assyrer bekannt; bei beiden Völkern scheinen die zuvor ausschließlich im Kult und solistisch gebrauchten Rahmentrommeln vermehrt im Zusammenspiel mit Melodieinstrumenten und auch für andere Anlässe verwendet worden zu sein.
Eine große stehende Bechertrommel auf einer Inschrift von etwa 300 v. Chr., die Priestern Anweisungen für Opferzeremonien gibt, stellt die heilige Trommel lilissu dar, die – obwohl ansonsten nur ein weiteres Mal abgebildet – bereits in babylonischer Zeit existiert haben muss. Im Detail wird das Ritual für Ea, den Gott der Weisheit und Musik, und für andere babylonische Götter geschildert, bei dem ein schwarzer Stier geopfert wurde. Die abgezogene und gesäuberte Haut des Tieres zog man über den bereits zuvor gefertigten Trommelkorpus und befestigte sie mittels Holzpflöcken, die man durch die Haut in Löcher im Korpus schlug. Schließlich sorgte eine Stiersehne in einer Kehle am Trommelrand für die notwendige Spannung des Fells. Aus dem göttlichen Stier war die heilige ilissu geworden, die nur ein bestimmter Priester spielen durfte. Es ist die älteste bekannte Bechertrommel und Vorbild der späteren Pauken.
Mehrere assyrische Abbildungen zeigen die Rahmentrommel unter anderem auf Reliefs der Könige Sin-ahhe-eriba (reg. 705–680) und Assurbanipal. Zwei weitere Trommeltypen auf assyrischen Flachreliefs sind eine einfellige schmale lange Röhrentrommel und eine vermutlich zweifellige kürzere Trommel. Beide hingen, an einem Gürtel befestigt, dem Spieler an der Hüfte, der sie mit beiden Händen von oben schlagen konnte. Ihre Bedeutung dürfte relativ gering gewesen sein. Auf dem Wandrelief Assurbanipals aus dem 7. Jahrhundert v. Chr. am Nordpalast in Ninive sind ein Musikerquartett bestehend aus einem Leierspieler, einem Rahmentrommler und zwei Musikern mit unterschiedlich großen beidhändig gespielten Zimbeln abgebildet.

### Frühislamische Zeit
Mehrere griechische Geschichtsschreiber, unter ihnen Herodot im 5. Jahrhundert v. Chr. und Strabon im 1. Jahrhundert v. Chr. hoben die Qualität iranischer Musikinstrumente hervor. Alexander der Große soll in seinen Militärkapellen die große Lautstärke iranischer Fasstrommeln geschätzt haben. Im alten Griechenland waren Trommeln im Gegensatz zum Orient wenig gebräuchlich. Auf sassanidischen Felsreliefs von Taq-e Bostan sind große und kleine Fasstrommeln zu sehen, deren Spieler zu einer Militärkapelle gehören. Das bekannteste Beispiel für eine arabische Übernahme in frühislamischer Zeit ist die persische Laute barbaṭ, aus deren runder Bauform sich der arabische ʿūd entwickelte. Darüber hinaus gab es kulturelle Einflüsse im Zusammentreffen von Chaldäern, Nabatäern, Syrern, palmyrenischen und südarabischen Stämmen. Besonders Aramäer und Juden bewahrten auch nach der arabischen Eroberung alte Traditionen. Zugleich kamen Musiker der unterworfenen Völker in die größeren Städte und prägten dort mit ihren Spielweisen die arabische Musik.
Die musikalischen Bereicherungen durch fremde Völker thematisiert die islamische Legende zum Ursprung der Musik, die in einer türkischen Quelle aus dem 17. Jahrhundert erwähnt wird. Demnach haben neben Bilal al-Habaschi, dem aus Afrika stammenden ersten Muezzin und Sänger, im Umkreis des Propheten noch drei Musiker gelebt, die wie Bilal zu Urvätern der Musik geworden sind. Ḥamza ibn Yatīm, der Vorfahr aller Sänger, soll bei Familienfeiern aufgetreten sein, ebenso Bābā ʿAmr, dessen Instrument die runde Rahmentrommel al-dāʾira war. Er wurde angeblich zum Schutzheiligen aller Trommler. Ferner gab es den indischen Paukenspieler Bābā Sawandīk, der mit seiner großen Pauke kūs (Plural kūsāt) an den Militärexpeditionen des Propheten teilnahm. Er soll bei Mosul begraben worden sein.
Die vor- und frühislamischen Araber lauschten überwiegend Singmädchen (qaina, Plural qiyān), die – verglichen mit Mesopotamien – im musikalisch wenig entwickelten Hedschas in unisono oder im Oktavabstand vorgetragenen Gesängen wenige Verse in stimmlichen Variationen stundenlang wiederholten. Die rhythmische Begleitung bildeten Fasstrommeln, die rechteckigen Rahmentrommeln (daff) und qaḍīb, taktgebende Schlaghölzer. Gelegentlich spielten die Tänzerinnen Metallklappern (ṣinj, Plural ṣunūj, heute im Maghreb qarqaba) und Zimbeln. Mit ṭabl bezeichnete man zu der Zeit nur die Fasstrommeln. Alle drei Rhythmusinstrumente wurden auch in der Militärmusik verwendet.

## Bauformen

### Einfellige Trommeln

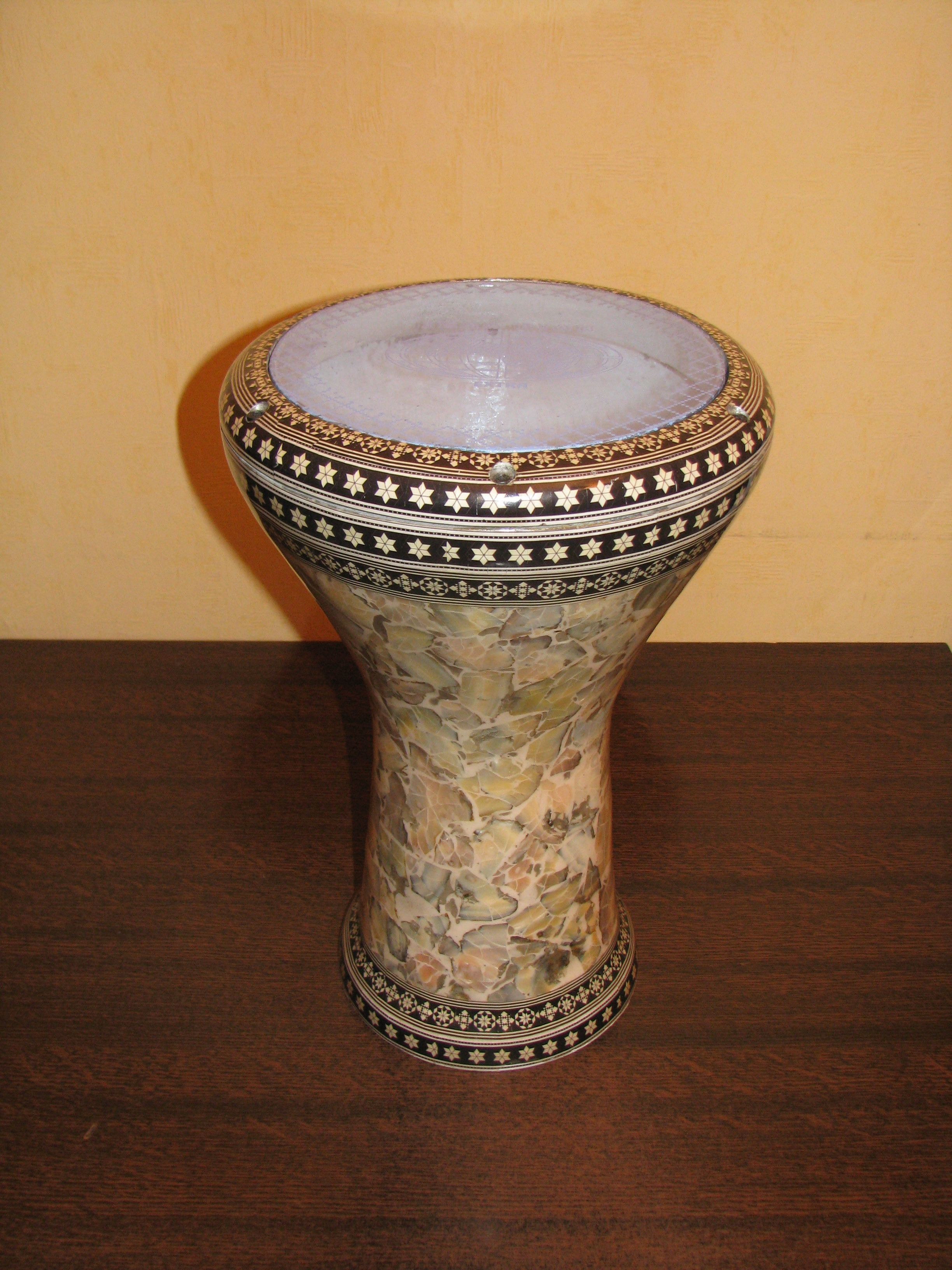
Ägyptische Bechertrommel darbuka

Von den einseitig mit einer Membran bespannten Trommeln sind am gebräuchlichsten solche mit einem röhrenförmigen Korpus, dazu gehören Bechertrommeln, die sich zu einem schlanken Fuß verjüngen, und Kesseltrommeln, deren Unterseite geschlossen ist. Der erstmals im 8. Jahrhundert erwähnte Name für eine Trommel, die als einfellige Röhrentrommel identifiziert werden kann, ist kabar. Der Name ist möglicherweise abgeleitet von der großen äthiopischen Kirchentrommel kebero, die mit Händen geschlagen wird. Unterschieden wurde sie von der sanduhrförmigen Trommel kūba. Anfang des 13. Jahrhunderts erwähnte der andalusische Gelehrte asch-Schakundi († 1231/32 in Córdoba) eine Trommel akwāl, die noch heute in der maghrebinischen Volksmusik in Berbersprachen als agwāl bekannt ist. Diese becherförmige Trommel von etwa 60 Zentimetern Länge wird in Algerien gullāl und etwas weiter östlich tabdaba genannt.
Ein grundsätzliches Problem bei Namenszuschreibungen ist, dass die arabischen Instrumentenbezeichnungen nicht systematisch nach der Art der Tonerzeugung, sondern nach der Funktion der Musikinstrumente im Orchester vergeben wurden. So gehörten zum Bedeutungsumfeld von kūba außer der Trommel auch die Saiteninstrumente ʿūd und barbaṭ. Ebenso konnte der Konsonantenstamm z-m-r in der Grundbedeutung „singen (menschliche Stimme)“ sowohl das Rohrblattinstrument mizmār, als auch ein Saiteninstrument namens zamr (Plural zumūr) bedeuten. Im kleinen Orchester hieß das höchste Instrument sibs, egal ob es sich um eine Flöte oder eine Oboe handelte. Das in frühen arabischen Schriften auftauchende Wort dirridj wird als einfellige Bechertrommel und als Langhalslaute ṭunbūr (Tanbur, Tambura) interpretiert. Es ist in ähnlichen Schreibweisen im Maghreb bekannt. Im übrigen Nordafrika und Nahen Osten heißt diese Bechertrommel darbuka (darabukka), im Iran dunbak (tombak). Die traditionelle darbuka ist eine Tontrommel mit einer aufgeklebten Membran. Sie wird in der Volksmusik und in der andalusischen Musik gebraucht.

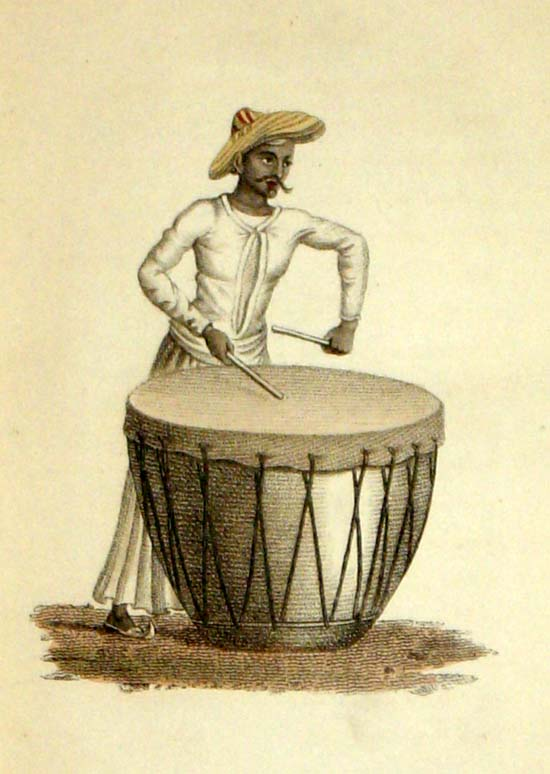
Ein muslimischer Kesseltrommelspieler in Indien. Sein Instrument ähnelt der nordindischen dhamsa mit einem Korpus aus Eisenblech. Phantasiezeichnung des britischen Übersetzers und Illustrators Frederic Shoberl (1775–1835) in den 1820er Jahren

Die in der Volksmusik gespielten Rhythmen folgen allgemein der Gesangsstimme, dennoch verlassen die in festen Zyklen (wazn, Plural awzan) strukturierten Rhythmusmuster der Begleitinstrumente gelegentlich die Vorgaben der Stimme. Darabuka-Solisten improvisieren virtuos innerhalb einer bestimmten Form. Trommelduette in der Volksmusik heißen griḥah. Bei der bildlich „Mutter und Rand“ genannten Zwiesprache spielt die eine Trommel die grundlegende Struktur, die andere schafft eine abgestimmte Unterteilung.
Von der Sanduhrtrommel kūba berichten die Geschichtsschreiber in erster Linie, dass es für Muslime verboten war, sie zu spielen. Sie war zusammen mit der Rahmentrommel (duff) das Begleitinstrument der „effeminierten“ Sänger und wurde bereits in der Anfangszeit des Islam verboten. Ein gegen den Musikerstand der „Effeminierten“ (muḫannaṯūn) gerichteter Hadith verurteilte deren Auftritte und ließ die Männer in Frauenkleidern zu Außenseitern der Gesellschaft werden. Viele wurden aus den Städten verbannt oder mussten fliehen, um der Verfolgung zu entgehen. Zu anderen Zeiten waren die ersten professionellen Musiker in islamischer Zeit wegen ihrer Sangeskunst an den Herrscherhöfen hoch geschätzt. Der berühmteste unter ihnen hieß Ṭuwais (632–710). Er schuf in Medina einen neuen Musikstil, indem er seinem Gesang einen eigenständigen Rhythmus (iqāʿ) hinzufügte. Vorher war der Rhythmus dem Versmaß untergeordnet. Es entstand die „anmutige Musik“ (ġināʾ ar-raqīq), auch „künstlerische Musik“ (ġināʾ al-mutqan). Im 10. Jahrhundert wurde die kūba auch ṭabl al-muḫannaṯ genannt. Sie soll zu dieser Zeit klein und in der Mitte schlank gewesen sein, im 13. Jahrhundert wurde sie dagegen als Kesseltrommel abgebildet.
In abbasidischer Zeit galt es für lokale Regenten als Privileg, eine Militärkapelle (ṭabl khānā) zum Zeichen ihrer Herrscherwürde zu befehligen. Vor dem 10. Jahrhundert war diese Ehre allein dem Kalifen vorbehalten. Zeitweilig spielten die Gruppen mit Kesseltrommeln (dabdāb, Plural dabādib) zu den Gebetszeiten. Unter den Seldschuken wurde dieses Privileg erweitert und Musikdarbietungen mit geregeltem Ablauf (naubat, Sg. nauba) gerieten zu eindrucksvollen Präsentationen der Macht. Es kamen große Kesseltrommeln (kūs, Plural kūsāt) zum Einsatz. Der Gelehrte und Reisende Nasir i-Khusrau († nach 1072) gab folgende Instrumente der fatimidischen Militärkapellen an: Zink (būq), das Rohrblattinstrument surnā, die Trommeln ṭabl, duhul und kūs, sowie die Zimbel kāsa.
Noch größer als die arabische Kesseltrommel kūs war die bei den Mongolen beliebte kūrgā, vermutlich dieselbe Trommel bezeichnete Ibn Battuta als ṭabl al-kabīr („große Trommel“). Mit diesem königlichen Instrument, das einer anderen Beschreibung zufolge annähernd Mannshöhe erreichte, wurden Befehle erteilt.

Illustration von Yahya ibn Mahmud al-Wasiti der Maqāmāt al-Hariris. 31. Maqāma: Musizierende Pilgerkarawane mit Trommeln und Trompeten auf dem Weg nach Mekka. Bagdad 1237

Den Höhepunkt der arabischen Buchmalerei stellen die 1237 in Bagdad entstandenen Illustrationen des Malers Yahya ibn Mahmud al-Wasiti der Maqāmāt („Versammlungen“) von al-Hariri dar. Im 7. Maqāma ist eine Reitergruppe mit Pferden und Eseln dargestellt, die mit langen Metalltrompeten (būq al-nafīr) und großen Kesseltrommeln ein Fest feiert. Die Trommeln werden mit dünnen, am Ende gebogenen Stöcken geschlagen. Das 31. Maqāma zeigt eine noch lebendigere Szene, auf der eine mit denselben Instrumenten musizierende Pilgerkarawane auf Kamelen und Eseln sitzend nach Mekka unterwegs ist.
Namentlich genannte Kesseltrommeln sind außer der kūs die ad-dabdāb, die ṭabl al-markab und die paarweise eingesetzten flachrunden Pauken an-naqqāra (Plural nuqqāirāt). Bei Kriegstänzen spielte man die flache, mit zwei Stöcken geschlagene ṭabl šāmī. Bei der aus Südarabien stammenden Pauke mit Tragseil wurde die Membran mit einem Lederriemen gespannt. Eine ähnliche kleine Pauke ist die heute in Ägypten und auf der arabischen Halbinsel während des Ramadan und von Derwischen mit einem Lederschlägel oder dünnen Stab gespielte ṭabl al-bāz (bāz steht für die Kesselform).
In Oman sind neben der ṭabl al-bāz einige lange zylindrische Standtrommeln in Gebrauch, die musundu genannt werden und ihre Form und Spielweise den geschichtlichen Verbindungen des Landes zur ostafrikanischen Swahili-Küste verdanken. Der Korpus dieser Trommeln besteht aus einem ausgehöhlten Holzstamm oder aus mehreren zusammengeleimten Holzplanken. Die Membran wird mit einer am Rand umlaufenden Reihe von Holzstiften befestigt, die in Bohrlöchern im Korpus stecken. Vor dem Spiel stimmt der Trommler sein Instrument nach afrikanischer Tradition, indem er es über dem Feuer erhitzt oder auf der Membran aus Rinds- oder Kamelhaut Stimmpaste aufträgt. Die meisten musundu-Trommelarten werden im Stehen mit den Händen gespielt, mit Ausnahme, der sich nach unten konisch verengenden musunda at-tanbura, die mit einer Hand und einem Gummistab in der anderen Hand geschlagen wird.
Wann im Zuge der islamischen Eroberungen der Name ṭabl und die so benannte Trommel nach Indien kam, ist unklar. Nach einer indischen Legende trennte irgendwann nach dem 14. Jahrhundert ein Musiker eine Doppelfelltrommel mridangam in zwei Teile und formte daraus die kleine zylindrische einfellige Trommel tab-bo-la, die heute als tabla (auch dayan, „rechts“) zusammen mit der etwas größeren Kesseltrommel bayan („links“) das ebenfalls tabla genannte Trommelpaar bildet. Abbildungen ähnlicher indischer Kesseltrommeln sind wesentlich älter. Ende des 18. Jahrhunderts war das Tabla-Paar in der Unterhaltungsmusik an muslimischen Herrscherhäusern in Indien beliebt. Nach einer Beschreibung des flämischen Malers Balthazar Solvyns (1760–1824) musizierte das verächtlich „Loutchias“ genannte, gemeine Volk mit dem Kesseltrommelpaar tubla, das aus einer tönernen und einer hölzernen Trommel bestand.

### Zweifellige Trommeln
Am gebräuchlichsten sind gerade zweifellige Zylindertrommeln wie die frühere ṭabl ṭawīl und solche mit einer bauchigen Mitte, die Fasstrommeln genannt werden. Seltener sind sanduhrförmige zweifellige Trommeln, etwa die ṭabl al-muḫannaṯ, die für das 13. Jahrhundert im Maghreb nachgewiesen ist. Eine sanduhrförmige Trommel namens ġūwāl (Plural gwāl) wird in der marokkanischen Volks- und Ritualmusik gebraucht.
Eine lange zylindrische Form besaß vermutlich die abbasidische, in Militärbands (ṭabl khānā) gespielte Kriegstrommel, von der im 9. Jahrhundert berichtet wird. Im 13. und 14. Jahrhundert wurde sie zusammen mit Kesseltrommeln, Trompeten und Zimbeln abgebildet. Der französische Musikgelehrte Guillaume André Villoteau (1759–1839) bezeichnete die noch Anfang des 19. Jahrhunderts beliebte Zylindertrommel als ṭabl al-turkī („Türkentrommel“). Sie wurde mit gebogenen Schlägeln gespielt. Seither wurde diese lange Form durch eine kürzere Kriegstrommel ersetzt, die bereits seit dem 11. Jahrhundert als duhul bekannt ist und in der Fatimidenzeit von Militärmusikern gespielt wurde. Die kürzere Zylindertrommel ist im heutigen Ägypten als ṭabl al-baladī bekannt. Im Tanzstil Baladi rhythmisiert sie die von der Fiedel rubāba und dem Rohrblattinstrument mizmar gespielte Begleitmusik. Andere historische Namen der kurzen Zylindertrommel sind in Persien danbāl; vermutlich verstand Firdausi (940/41–1020) unter tabīr etwas Ähnliches. Nach dem osmanischen Schriftsteller Evliya Çelebi (1611 bis nach 1683) und anderen Quellen stammt die türkische dāwul aus dem 14. Jahrhundert. Sie wurde mit einem Schlägel (čangal) und einem Besen (daynak) gespielt. Verwandt sind die heutige nordindische dhol, die mit Stöcken geschlagen in der Bhangra-Musik eingesetzt wird, und die kleinere, mit den Händen geschlagene dholak. Große zweifellige Zylindertrommeln kamen letztlich mit der türkischen Janitscharenmusik nach Europa.
Im Jemen heißen Zylindertrommeln allgemein ṭabl, nach der Größe werden sie zum Beispiel in Mokka unterschieden in rabbās (groß), ġazāl (mittel) und ṭabl ṣaġīr (klein). Die Zargenhöhen betragen unter 50 Zentimeter. In den typischen Trommelorchestern der jemenitischen Tiefebene Tihama kommen sie zusammen mit ein bis zwei Kesseltrommeln (allgemein mirfaʿ) und der Stieltrommel ṣaḥfa zum Einsatz.
Die zweifelligen Zylindertrommeln stehen in einer allgemeinen musikalischen Verbindung, da sie häufig bei Feiern und Prozessionen im Zusammenspiel mit Doppelrohrblattinstrumenten vom Typ der surnais auftreten. Solche Kombinationen kommen vom Maghreb (t'bol) über Zentral- und Ostasien (mit dem Blasinstrument taepyeongso) bis nach Südindien (tavil) vor.
Die Nachfahren schwarzafrikanischer Sklaven im Maghreb nennen die Zylindertrommel ganga (Plural gāngatān). Sufi-Bruderschaften spielen sie bei Straßenprozessionen und Wallfahrten. In der Derdeba-Zeremonie der marokkanischen Gnawa beginnen und beenden die wirkmächtigen Trommelschläge einer ganga den sakralen Teil.

### Rahmentrommeln

Mirjams Tanz mit der Trommel tof und Paarbecken. Bulgarische Buchillustration von 1360/63

Die am weitesten verbreitete Bezeichnung für eine Rahmentrommel wie das Tamburin ist daff (duff, Plural dufūf). Bereits im Alten Ägypten war eine beidseitig bespannte Vierkanttrommel bekannt, wie sie heute noch unter dem Namen deff im Maghreb von Frauen gespielt wird. Seit Alters her ist die Rahmentrommel ein Fraueninstrument; eine ṭabl al-nikah (nikah, „Hochzeit“) begleitet heute Tänze bei arabischen Hochzeiten. In Afghanistan besaßen die Frauen bis ins 19. Jahrhundert nur die Rahmentrommel dāireh in ihrer von den Männern getrennten Musikkultur, sie spielten höchstens noch die kelchförmige Tontrommel zerbaghali. Die Rahmentrommel (hebräisch tof) war das Rhythmusinstrument für den Freudentanz und die Gesänge der Frauen um die biblische Prophetin Mirjam (Ex 15,20 ). War anstelle der im Mittelalter häufigeren quadratischen Form eine kreisrunde Rahmentrommel gemeint, so wurde sie mit dem Zusatz duff murabaʿ genauer bezeichnet.
Über die Janitscharenmusik lernte Europa auch die türkische zweifellige Rahmentrommel šendef kennen. Nach anderen Quellen hieß sie abū karūn („Riesenhorn“), neuarabische Schreibweisen der türkischen Trommel sind at-trānpeta oder at-trumbēṭa.
Die weitaus meisten der zahlreichen Rahmentrommeln sind heute kreisrund und einseitig bespannt. Einige verfügen wie der ṭār (auch tarr, ṭarr) über einen Schellenkranz aus leicht gewölbten Metallscheiben, ebenso der in der klassischen arabischen Musik gespielte riqq. Weitere flache Rahmentrommeln sind der nordafrikanische bendir, der mit Schnarrsaiten unter der Membran aus Ziegen- oder Schafhaut ausgerüstet ist. Schnarrseiten besitzen ebenfalls der ǧirbāl und der marokkanische ḍīf. Der ägyptische mazhar gehört wie viele Rahmentrommeln zur religiösen Musik von Sufi-Orden, die ein Teil des Dhikr (Anbetungszeremonie) ist.